# 黑點底鱂
黑點底鱂（学名：Fundulus olivaceus）為輻鰭魚綱鯉齒目鯉齒亞目底鱂科的其中一種溫帶魚類，其种加词“olivaceus”意为“橄榄绿色的”。分布於北美洲美國田納西州東部，肯塔基州西部的密西西比河、伊利諾州南部與密蘇里州南部至在美國的墨西哥灣淡水流域，體長可達8公分，棲息在沙石底質、水質清澈的表層水域，以矽藻、昆蟲等為食，生活習性不明，可做為觀賞魚。